# يوهانس غرانت
يوهانس غرانت (بالألمانية: Johannes Grant)‏ (و. 2 ألفية – القرن 15 م) هو مهندس ألماني.